# Oggiono

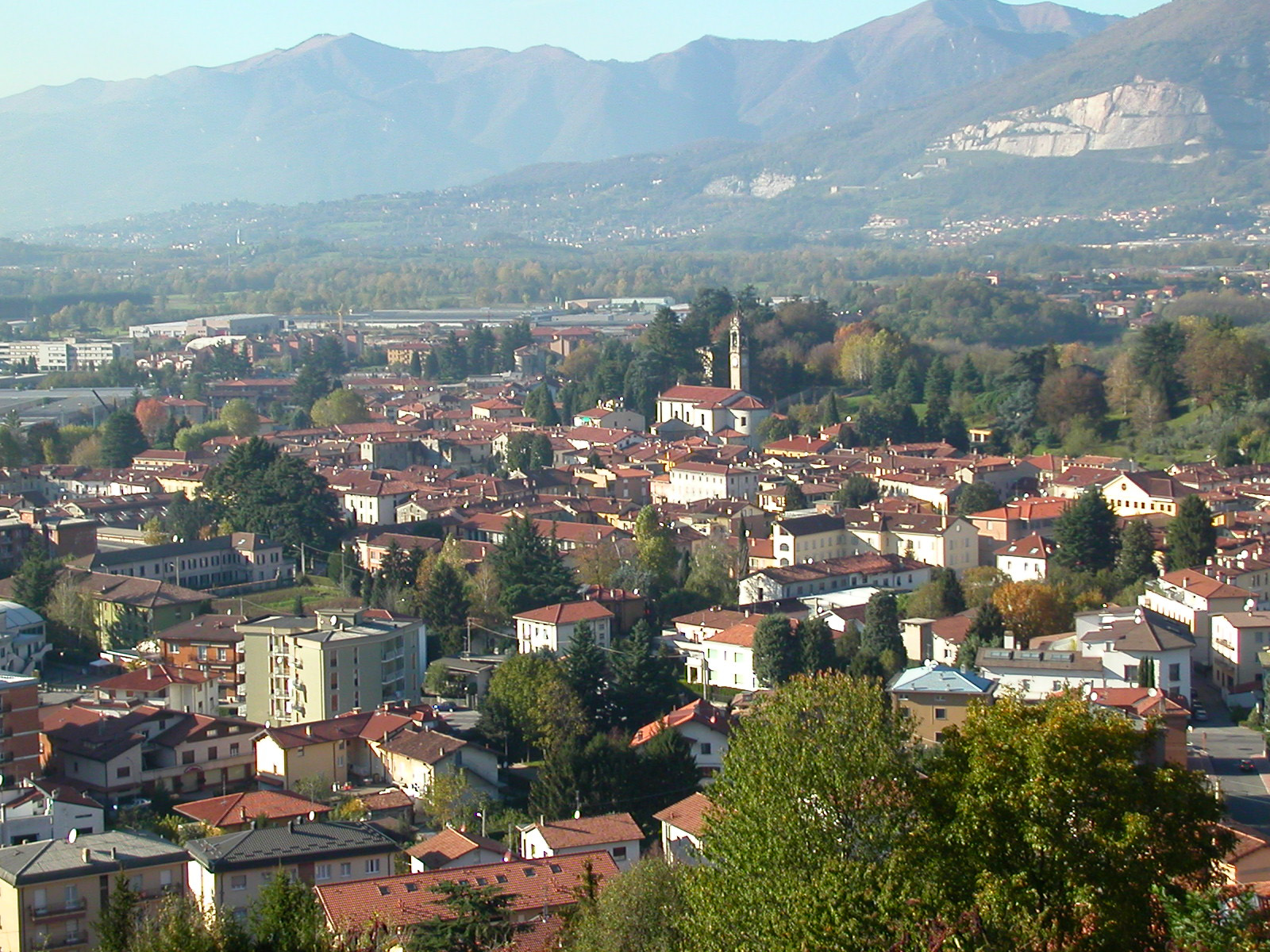
Oggiono

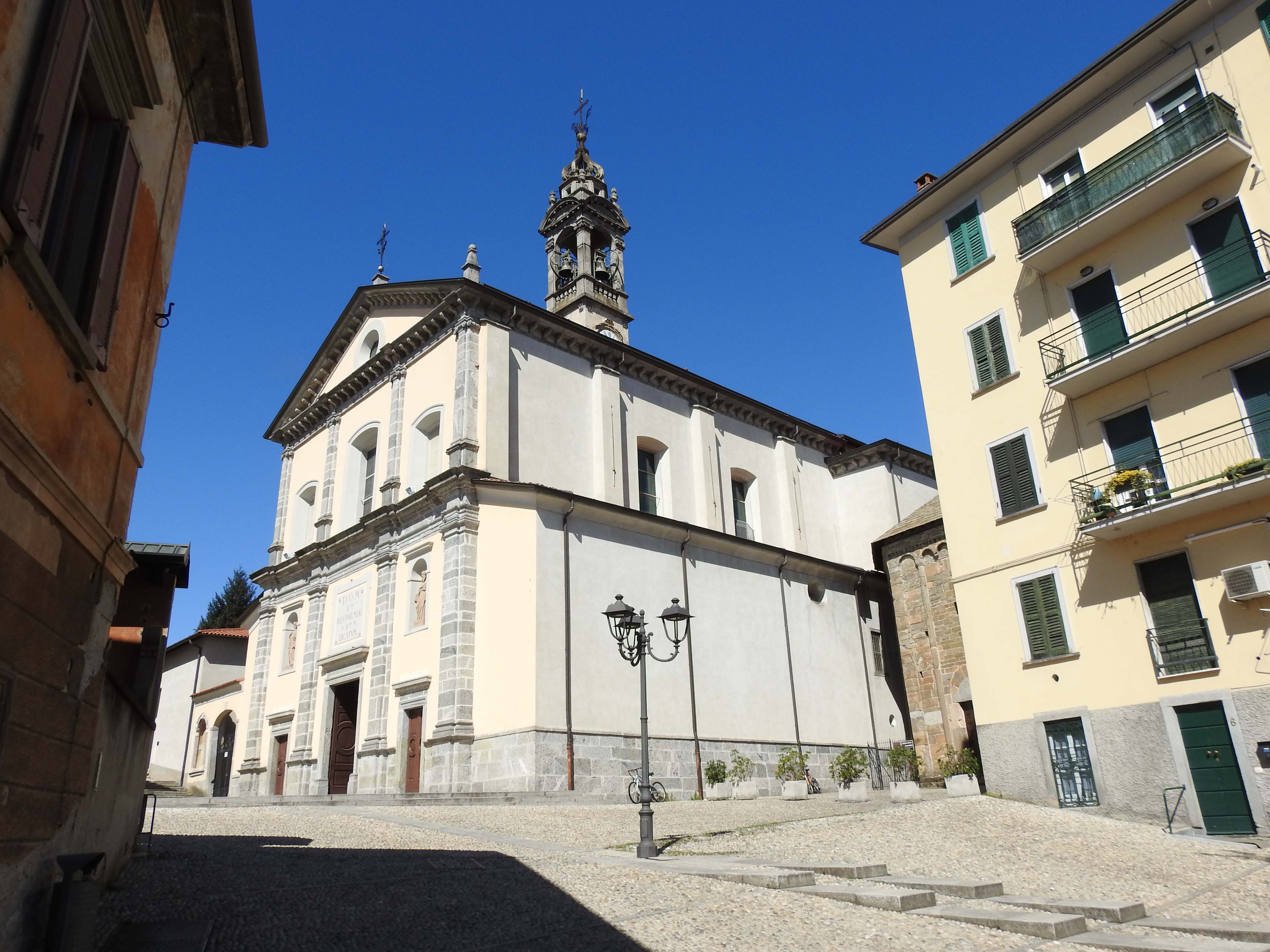
Propstkirche Santa Eufemia

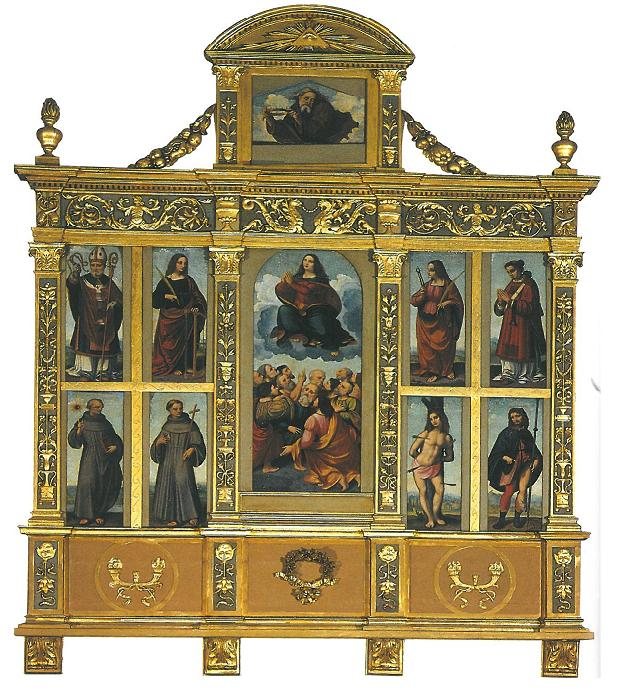
Propstkirche Santa Eufemia: Polyptychon des Malers Marco d’Oggiono

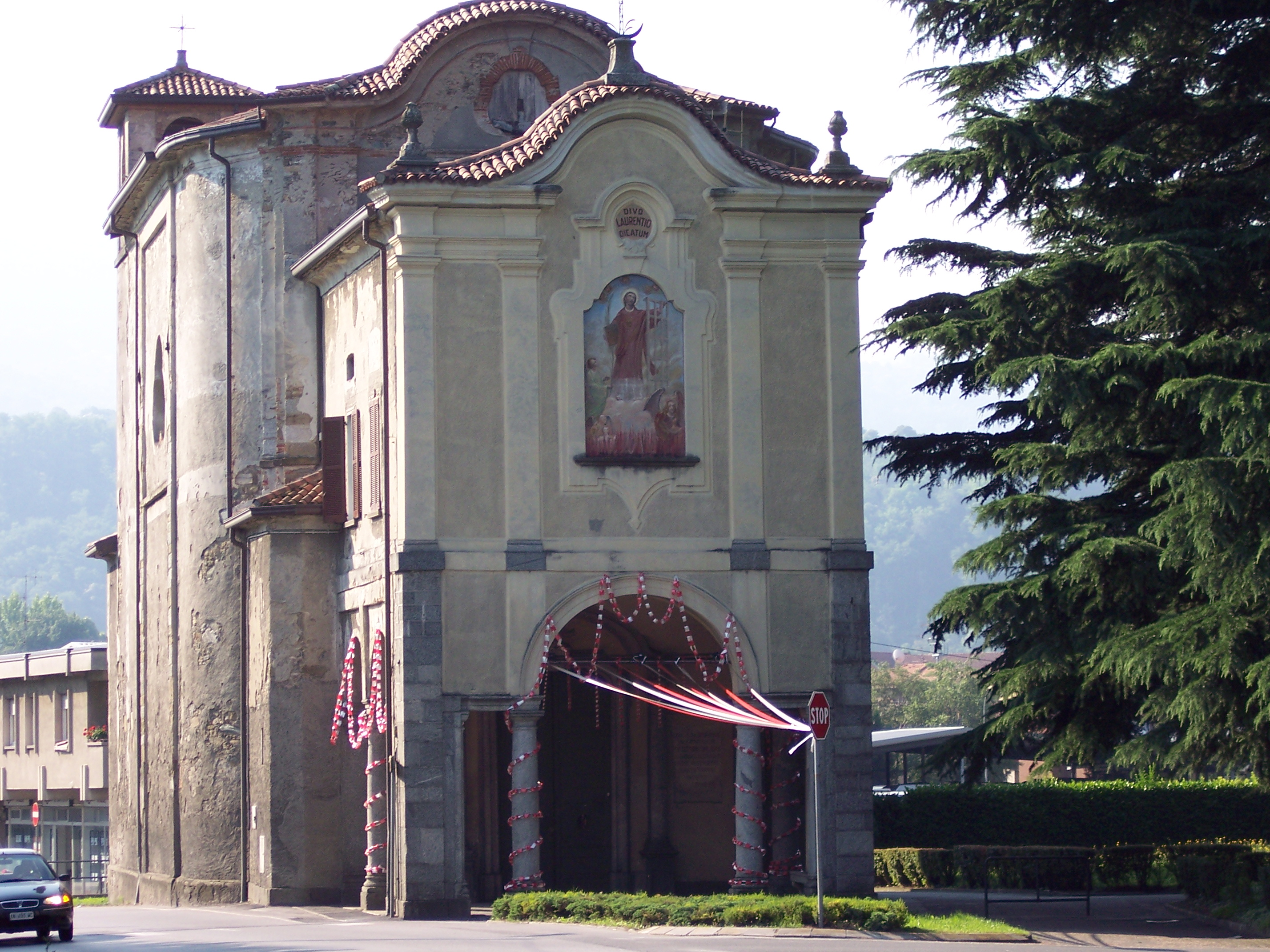
Kirche San Lorenzo

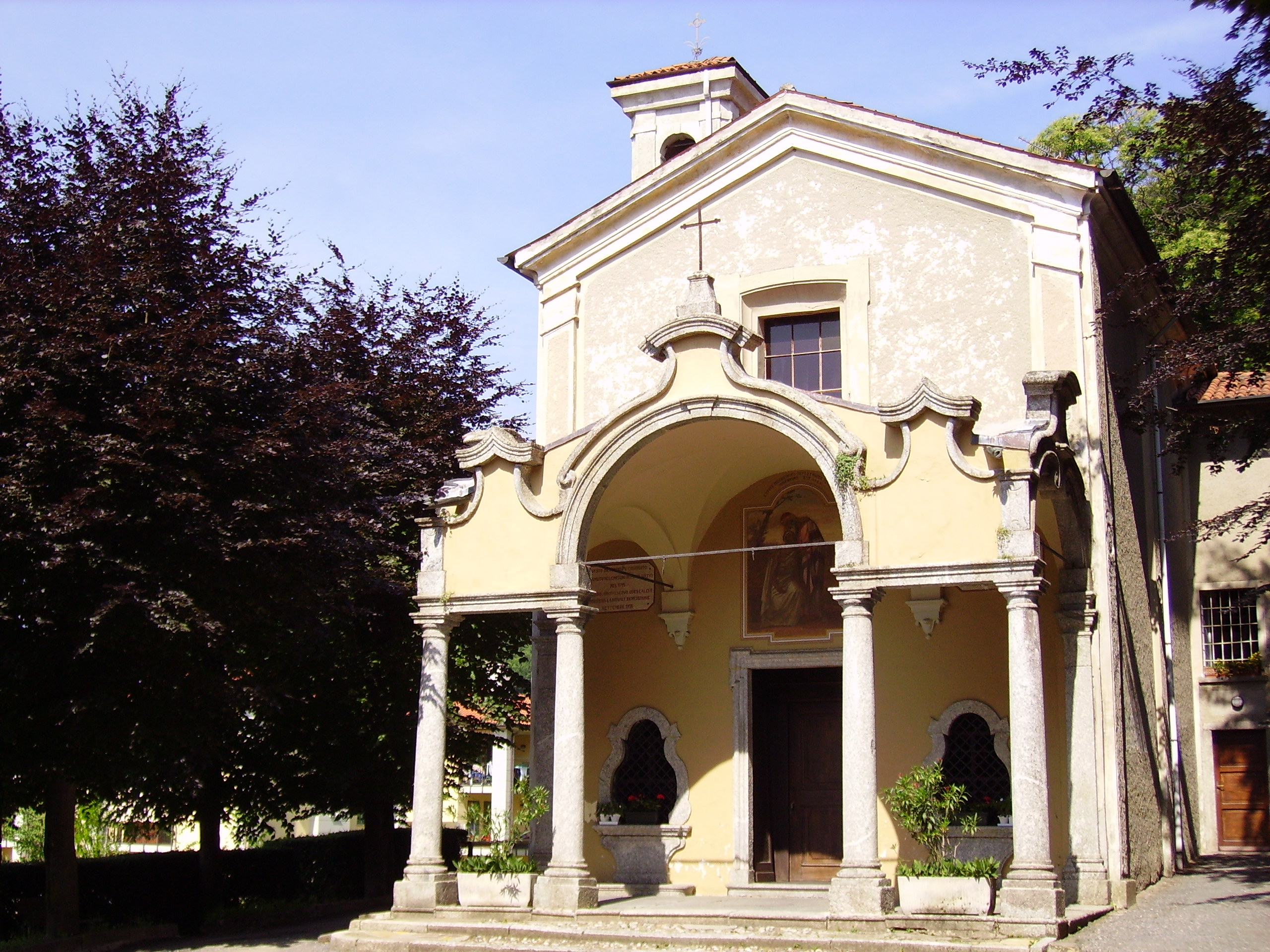
Kirche Madonna del Lazzaretto

Oggiono ist eine italienische Gemeinde mit 9127 Einwohnern (Stand 31. Dezember 2023) in der Lombardei, Provinz Lecco.

## Geographie
Oggiono liegt etwa 40 km nördlich von Mailand im italienischen Alpenvorland am Südufer des kleinen Sees Lago di Annone. Im Jahr 1971 hatte die Gemeinde Oggiono eine Fläche von 790 Hektar.
Benachbarte Gemeinden sind Annone di Brianza, Dolzago, Ello, Galbiate, Molteno und Sirone.

## Geschichte
In den Statuten für die Straßen und Gewässer des Herzogtums Mailand wird die Gemeinde Oggiono als el locho da Ogion bezeichnet. Im Jahr 1412 schwor die Gemeinde Oggiono durch Bevollmächtigte Filippo Maria Visconti die Treue, der der Martesana superiore (Monte di Brianza) die bereits von Bernabò Visconti im Jahr 1373 und Giangaleazzo Visconti im Jahr 1385 gewährten Steuerbefreiungen für die loca et cassine Montis Brianze erneut bestätigte. Im Grundbuch des Herzogtums Mailand von 1558 und in den nachfolgenden Aktualisierungen bis zum 17. Jahrhundert wird Oggiono unter den Gemeinden der gleichnamigen Pieve aufgeführt. In einem Prospekt aus dem Jahr 1572 (Terre Ducato di Milano, 1572), in dem alle Ländereien des Herzogtums Mailand und andere, die für den Verkauf freigegeben sind aufgeführt sind, ist auch Oggiono enthalten. Aus den Antworten, die im Jahr 1751 auf die 45 Anfragen der königlichen Volkszählungsbehörde gegeben wurden, lässt sich ableiten, dass die Gemeinde Oggiono, Vorsteher der Pieve, zu diesem Zeitpunkt nicht feudal war, da sie 1675 abgelöst wurde und alle fünfzehn Jahre 184,16,6 Lire für eine halbe annata an die officio delle regalie zahlte. Dort residierte kein königlicher oder feudaler iusdicente; die Gemeinde unterstand unmittelbar der königlichen Gerichtsbarkeit des Hauptmanns der Justiz von Mailand, an dessen Bank der Konsul seinen Eid zu leisten pflegte.
Nach der vorübergehenden Vereinigung der lombardischen Provinzen mit dem Königreich Sardinien wurde die Gemeinde Oggiono mit 2.745 Einwohnern, die von einem fünfzehnköpfigen Gemeinderat und einem zweiköpfigen Stadtrat verwaltet wird, auf der Grundlage der durch das Gesetz vom 23. Oktober 1859 geschaffenen territorialen Aufteilung in das Mandamento V von Oggiono, Bezirk III von Lecco, Provinz Como, aufgenommen. Bei der Gründung des Königreichs Italien im Jahr 1861 hatte die Gemeinde 2.814 Einwohner (Volkszählung 1861). Nach dem Gemeindegesetz von 1865 wurde die Gemeinde von einem Bürgermeister, einer Junta und einem Rat verwaltet. Im Jahr 1867 wurde die Gemeinde in denselben Bezirk, Kreis und dieselbe Provinz eingegliedert (Verwaltungsbezirk 1867).
Im Jahr 1924 wurde die Gemeinde in den Bezirk Lecco der Provinz Como eingegliedert. Nach der Gemeindereform im Jahr 1926 wurde die Gemeinde von einem Podestà verwaltet. Im Jahr 1928 wurde die aufgelöste Gemeinde Imberido mit der Gemeinde Oggiono zusammengelegt. Nach der Gemeindereform von 1946 wurde die Gemeinde Oggiono von einem Bürgermeister, einer Junta und einem Gemeinderat verwaltet.

## Bevölkerung
| Bevölkerungsentwicklung | Bevölkerungsentwicklung | Bevölkerungsentwicklung | Bevölkerungsentwicklung | Bevölkerungsentwicklung | Bevölkerungsentwicklung | Bevölkerungsentwicklung | Bevölkerungsentwicklung | Bevölkerungsentwicklung | Bevölkerungsentwicklung | Bevölkerungsentwicklung | Bevölkerungsentwicklung | Bevölkerungsentwicklung | Bevölkerungsentwicklung | Bevölkerungsentwicklung | Bevölkerungsentwicklung |
| ----------------------- | ----------------------- | ----------------------- | ----------------------- | ----------------------- | ----------------------- | ----------------------- | ----------------------- | ----------------------- | ----------------------- | ----------------------- | ----------------------- | ----------------------- | ----------------------- | ----------------------- | ----------------------- |
| Jahr                    | 1871                    | 1891                    | 1911                    | 1931                    | 1951                    | 1961                    | 1971                    | 1981                    | 1991                    | 2001                    | 2008                    | 2013                    | 2022                    |                         |                         |
| Einwohner               | 3329                    | 3792                    | 4267                    | 4519                    | 5236                    | 5691                    | 6671                    | 7365                    | 7334                    | 7960                    | 8457                    | 8884                    | 9059                    |                         |                         |
| Quelle: ISTAT           |                         |                         |                         |                         |                         |                         |                         |                         |                         |                         |                         |                         |                         |                         |                         |

## Städtepartnerschaften
Zwischen Oggiono und der ungarischen Stadt Halásztelek und der sächsischen Stadt Leisnig (seit 14. Juni 2008) bestehen Gemeindepartnerschaften.

## Sehenswürdigkeiten
- Propstkirche Santa Eufemia[3]
- Taufkirche San Giovanni Battista[4]
- Kirche Madonna del Lazzaretto[5]
- Kirche San Lorenzo[6]
- Kirche San Francesco[7]
- Kirche Sant’Agata[8]

## Söhne und  Töchter
- Marco d’Oggiono (1475–1530), Maler und Schüler Leonardo da Vincis
- Andrea Appiani (1754–1817), Maler
- Domenico Pino (1760–1826), General
- Mauro Gerosa (* 1974), Radrennfahrer